# 超空間
超空間（英语：Hyperspace），一般有幾種認知，通常指的是通过多维度空间，也就是超过四个维度的空间。M理论预言，应该有11个超空间维度。

## 蟲洞
「蟲洞」可以理解為一種超空間，在卡魯扎-克萊因理論又被稱為多維時空。理論上，「超空間引擎」亦為相同概念的延伸。

根據超空間發動機理論，「超空間引擎」使太空船以超光速飛行，透過磁場扭曲空間，會形成多維空間，但因科技侷限，此理論於目前僅為設想。此外，超空間引擎和曲速引擎最大的差別是：超空間引擎係在超空間中航行；而曲速引擎則是在原空間內。

## 弦理論
在弦論中，超空間是指以格拉斯曼數作為座標系的空間，在此之中，超對稱變換可視為超空間中的平移。換句話說，超弦理論的十維時空即為九維格拉斯曼數的超空間加上一個時間維度而成的。